# Jan-Dirk Müller
Jan-Dirk Müller (* 4. Juli 1941 in Köln) ist ein deutscher germanistischer Mediävist. Er ist emeritierter Ordinarius für ältere deutsche Sprache und Literatur an der Ludwig-Maximilians-Universität München.
Müller studierte als Stipendiat der Studienstiftung des deutschen Volkes von 1960 bis 1966 Germanistik, Geschichte und Philosophie an den Universitäten Wien, Tübingen und Köln. 1968 erfolgte in Köln die Promotion mit der Arbeit „Wielands späte Romane“.
Von 1968 bis 1977 trat er Stellen als wissenschaftlicher Assistent in Duisburg (Lehrstuhl für deutsche Sprache und Literatur bis 1970) und in Heidelberg (Germanistisches Institut – Ältere Abteilung) an. Von 1973 bis 1975 folgte ein Habilitationsstipendium und von 1975 an eine Privatdozentur in Heidelberg. 1976 folgte ebendort die Habilitation im Fach Deutsche Philologie mit einer Arbeit über die „Literatur und Hofgesellschaft um Maximilian I.“ 1978 wechselte er als Akademischer Oberrat an die Universität Bielefeld, Fakultät für Linguistik und Literaturwissenschaft bis 1981. 1981 folgte der Ruf auf eine Professur (C3) für Altgermanistik der Universität Münster (Dekanat Germanistik 1983 bis 1984). 1984 bis 1991 folgte er dem Ruf (C4) für Ältere deutsche Literatur/Mediävistik an die Universität Hamburg. Ab 1991 bis zur Emeritierung 2009 hatte er den Lehrstuhl für Ältere deutsche Sprache und Literatur an der LMU in München inne (1997 bis 1999 Dekan der Philosophischen Fakultät für Sprach- und Literaturwissenschaften). 2011 erhielt er den Meyer-Struckmann-Preis für geistes- und sozialwissenschaftliche Forschung.
Mitgliedschaften und sonstige Verpflichtungen
- 1976–1979 Mitglied im Vorstand des Verbandes deutscher Hochschulgermanisten
- 1981–1994 Referent für dt. Sprache und Literatur des Spätmittelalters und der Frühen Neuzeit bei den Literaturberichten des Archivs für Reformationsgeschichte
- 1987–1996 Mitglied der Senatskommission für Germanistik der Deutschen Forschungsgemeinschaft unter anderen als Vorsitzender
- 1989–1994 Stellvertretender Fachgutachter der DFG
- 1991 Gastprofessur, Washington University St. Louis
- 1994–2000 Gewählter Fachgutachter der DFG
- 1994–2002 Mitglied des Beirats des Deutschen Akademischen Austauschdienstes
- 1995 ordentliches Mitglied der Bayerischen Akademie der Wissenschaften
- 1998 Vorsitzender der Mittelalterkommission der Bayerischen Akademie der Wissenschaften
- 2000 Mitglied und Vorsitz des Beirats des Instituts für Kulturgeschichte der Frühen Neuzeit in Osnabrück
- 2001–2005 Mitglied des Wiss. Beirats der Herzog August Bibliothek Wolfenbüttel
- 2001 Korrespondierendes Mitglied der Akademie der Wissenschaften zu Göttingen
- 2002/2003 Forschungsstipendiat des Historischen Kollegs München

Herausgeberschaften
- 1989–2003 Herausgeber des „Reallexikons der deutschen Literaturwissenschaft“
- 2007 Text und Kontext: Fallstudien und theoretische Begründungen einer kulturwissenschaftlich angeleiteten Mediävistik. München (=  Schriften des Historischen Kollegs. Kolloquien, 64) (Digitalisat)
- 1994 Wissen für den Hof. Der spätmittelalterliche Verschriftungsprozeß am Beispiel Heidelberg im 15. Jahrhundert. München (= Münstersche Mittelalter-Schriften, 67)
- 1996–2012 Herausgeber der Beiträge zur Geschichte der deutschen Sprache und Literatur